# Olearia rani
Olearia rani là một loài thực vật có hoa trong họ Cúc. Loài này được (A.Cunn.) Druce mô tả khoa học đầu tiên năm 1917.